# Metalectra aglaia
Metalectra aglaia är en fjärilsart som beskrevs av William Schaus 1912. Metalectra aglaia ingår i släktet Metalectra och familjen nattflyn. Inga underarter finns listade i Catalogue of Life.